# XXIe corps (armée de l'Union)
Le XXIe corps est un corps d'armée de l'armée de l'Union pendant la guerre de Sécession. Il sert au sein de l'armée du Cumberland de William S. Rosecrans et est en activité du 9 janvier à octobre 1863.
Après la bataille de Stone's River, le général Rosecrans réorganise les « ailes » de son armée en trois corps. L'aile gauche, sous les ordres de Thomas L. Crittenden devient le XXI corps.
Prenant part à la campagne de Tullahoma, le XXI corps est fortement engagé à Chickamauga les 19 et 20 septembre 1863, où il est presque détruit. C'est la mauvaise décision de Rosecrans de retirer la division de Thomas Wood de ce corps pour soutenir le XIV corps de George H. Thomas qui aboutit à la percée du général James Longstreet contre le centre de l'Union. Il faut ajouter, cependant, que les éléments du XXI corps, notamment la division de William J. Palmer, assiste Thomas dans son combat d'arrière-garde réussi sur Snodgrass Hill. Avec les restes du XX corps, le corps d'armée est réorganisé en IV corps peu de temps après la bataille.

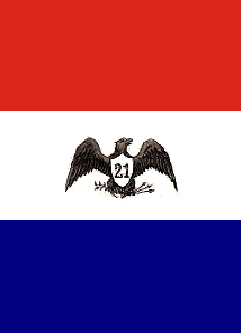
Insigne du quartier général de l'Union du XXI corps